# 戈霍爾鄉
46°04′N 27°24′E / 46.067°N 27.400°E
戈霍爾鄉（羅馬尼亞語：Comuna Gohor, Galați），是羅馬尼亞的鄉份，位於該國東部，由加拉茨縣負責管轄，面積52平方公里，海拔高度111米，2007年人口3,739，人口密度每平方公里72人。